# أنطون فليشار
أنطون فليشار (مواليد 8 مايو 1944) هو لاعب كرة قدم. لعب مع منتخب تشيكوسلوفاكيا لكرة القدم. سبق له أن لعب في كأس العالم لكرة القدم مع منتخب بلاده.

## روابط خارجية
- أنطون فليشار على موقع الاتحاد الدولي (مؤرشف)  (الإنجليزية)
- أنطون فليشار على موقع قاعدة بيانات كرة القدم.إي يو (الإنجليزية)
- أنطون فليشار على موقع ناشيونال فوتبول تيمز (الإنجليزية)